# 地居天
佛教認為，世界圍繞須彌山而成，須彌山及以上爲天界，分為欲界天、色界天、無色界天，而欲界天又分為地居天和空居天。須彌山上每一層天都屬於地居天，在此居住的天人稱爲地居天人。

## 概論
欲界（कामधातु  Kāmadhātu）六層天依照性質的不同分為兩種：地居天在須彌山以下，依地而住；空居天在須彌山以上，依空而住。欲界天包括四天王天、忉利天、夜摩天、兜率天、化樂天、他化自在天。
四天王天居須彌山腰，忉利天居須彌山頂，此二天均未離開大地，因此稱地居天；居須彌山以上的夜摩天、兜率天、化樂天、他化自在天稱為空居天。

## 引用
1. ↑  ,   [2018-08-29], （原始内容存档于2017-01-03）
2. ↑  《佛学大辞典》：【地居天】：（界名）五类天之一。六欲天中四王天忉利天之二者，以居住于须弥山，谓之地居天。馀四天者空居天也。见秘藏记末。